# 霍尔克拉
霍尔克拉，是西班牙卡斯蒂利亚-拉曼恰自治区阿尔瓦塞特省的一个市镇。 总面积68km², 总人口509人（2001年），人口密度7人/km²。